# Charles Mills (Historiker)

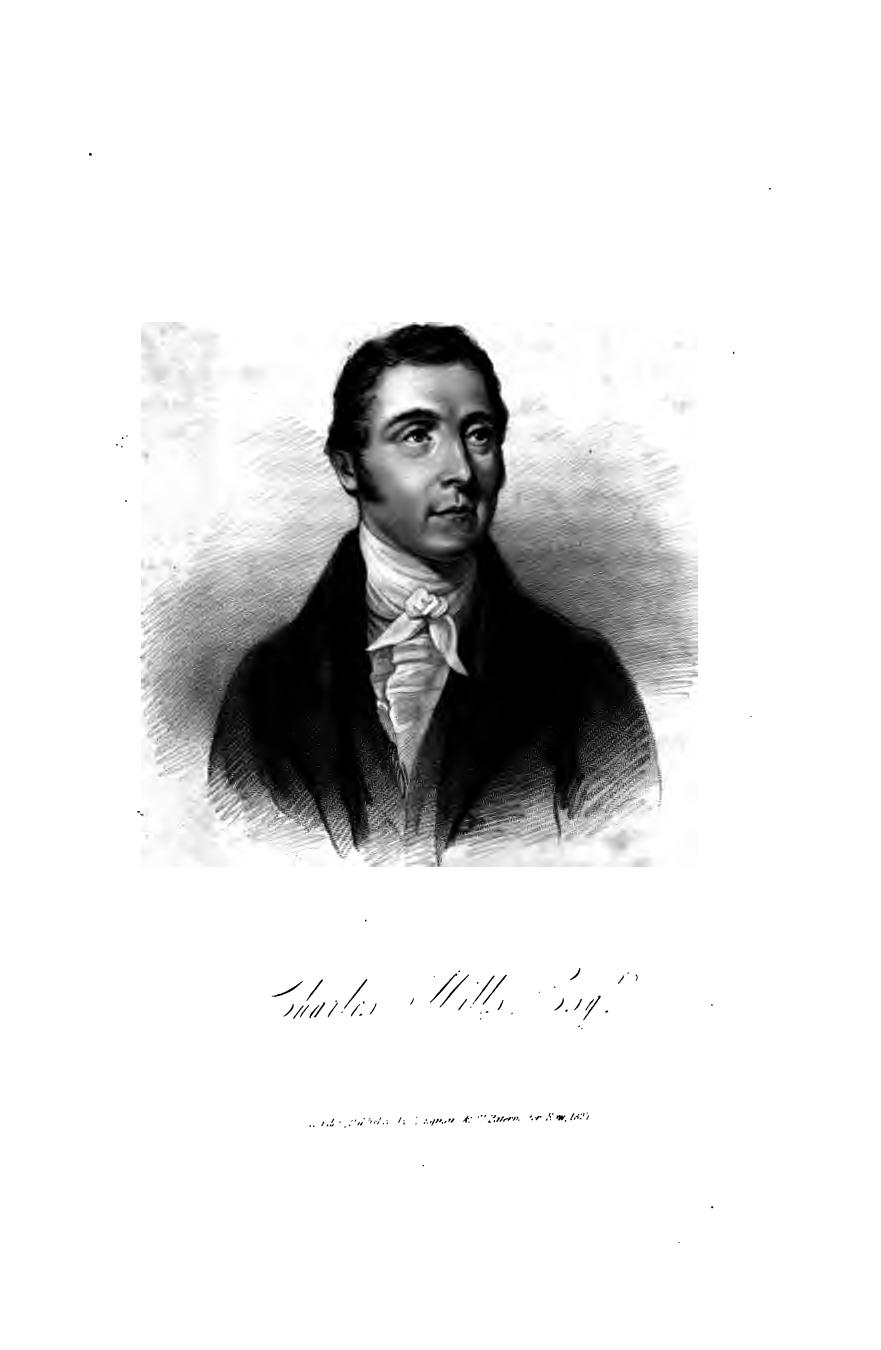
Charles Mills

Charles Mills (geboren am 29. Juli 1788 in Greenwich; gestorben am 9. Oktober 1826 in Southampton) war ein englischer Historiker. 
Mills, ein Amateurhistoriker, schrieb einige Werke über die Kreuzzüge, die sich dank der romantischen Begeisterung für das Mittelalter, das insbesondere die historischen Romane Walter Scotts ausgelöst hatten, seinerzeit einiger Beliebtheit erfreuten. Seine zweibändige The History of the Crusades erreichte in acht Jahren vier Auflagen und diente Scott selbst als Quelle für einige Details in späteren Werken wie The Talisman. Wenige Monate vor seinem Tod wurde er in Anerkennung seiner Verdienste zum Ehrenritter des Malteserordens gewählt.

## Schriften

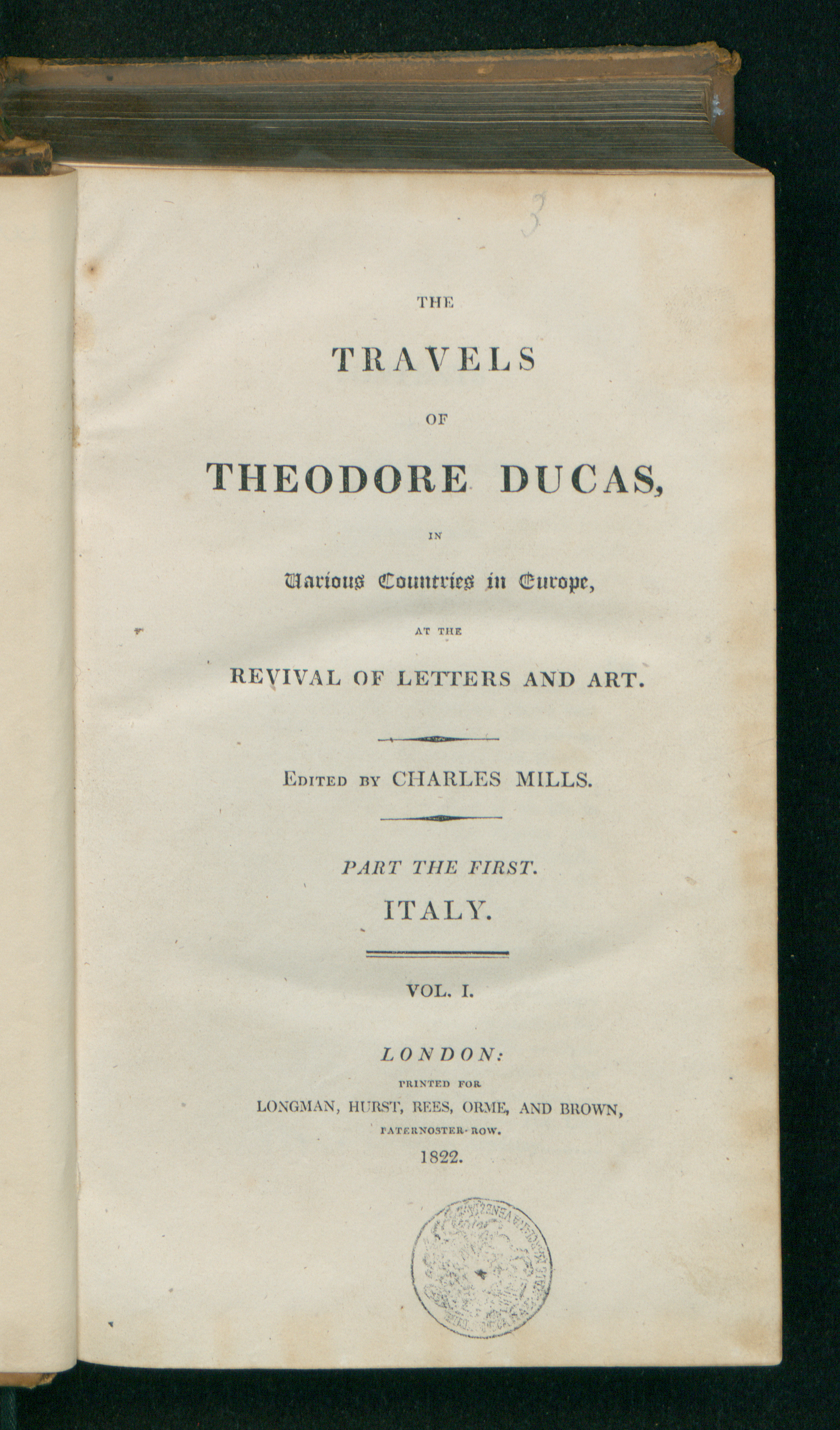
Travels of Theodore Ducas, 1822

- An History of Muhammedanism: Comprising the Life and Character of the Arabian Prophet, and Succinct Accounts of the Empires Founded by the Muhammedan Arms: An Inquiry into the Theology, Morality, Laws, Literature, and Usages of the Muselmans, and a View of the Present State and Extent of the Muhammedan Religion. Black, Kingsbury, Parbury, and Allen, London 1817. (Digitalisat der zweiten, erweiterten Ausgabe 1818 auf den Seiten des Internet Archive)
- The History of the Crusades, for the Recovery and Repossession of the Holy Land. Longman, Hurst, Rees, Orme and Brown, London 1820. 2 Bände. (Digitalisate der 2. Ausgabe 1821: Band I; Band II)
- The History of Chivalry, or, Knighthood and its Times. Longman, Hurst, Rees, Orme, Brown and Green, London 1825. 2 Bände. (Digitalisate: Band I; Band II)